# Faktura dzieła sztuki
Faktura – charakterystyczny sposób ukształtowania powierzchni dzieła sztuki (np. obrazu, rzeźby) wynikający z tworzywa, techniki i woli artysty. Ocena faktury dzieła pomaga w ocenie autentyczności i datowaniu dzieła.
Na fakturę dzieła sztuki w malarstwie wpływ ma bardzo wiele czynników, m.in. sposób nakładania farby (np. impastami), zastosowane techniki (np. frottage). Z kolei pojęcie faktury w architekturze dotyczy m.in. kształtowania powierzchni muru. Faktura rzeźby zależna jest m.in. od surowca z jakiego została wykonana oraz sposobu jego obrobienia, stopnia wypolerowania i użytych narzędzi.